# Congregación Inglesa
La Congregación de Inglaterra (latín: Congregatio Anglica Ordinis Sancti Benedicti; inglés: English Benedictine Congregation) es una de las congregaciones monásticas que componen la Orden de San Benito.

## Antecedentes

### Orígenes

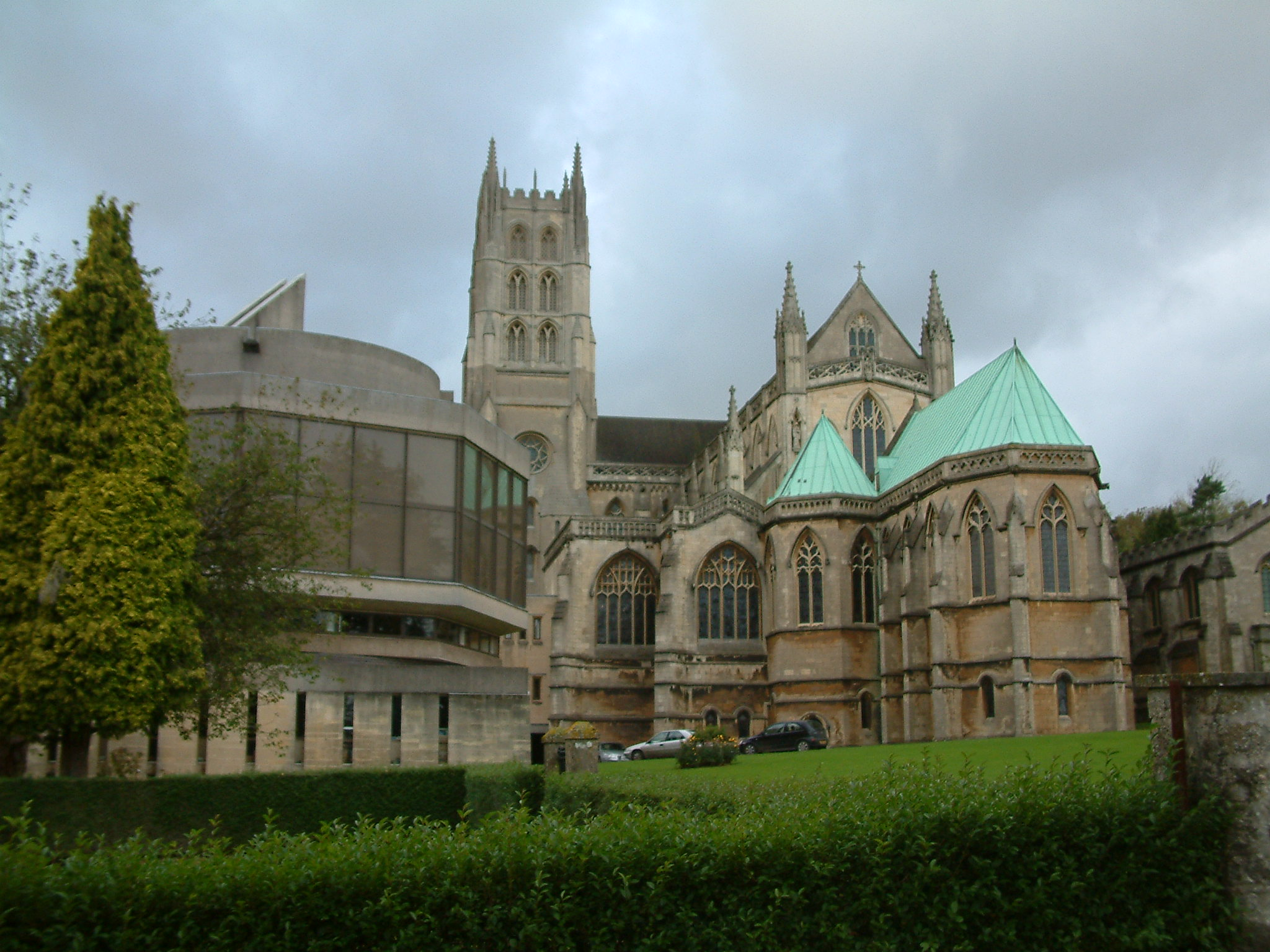
Abadía de Downside

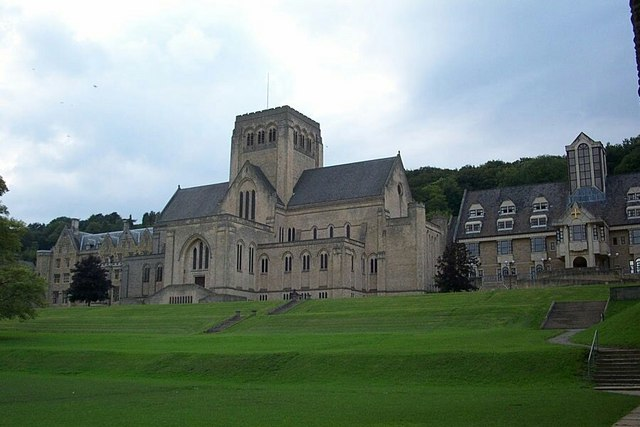
Abadía de Ampleforth

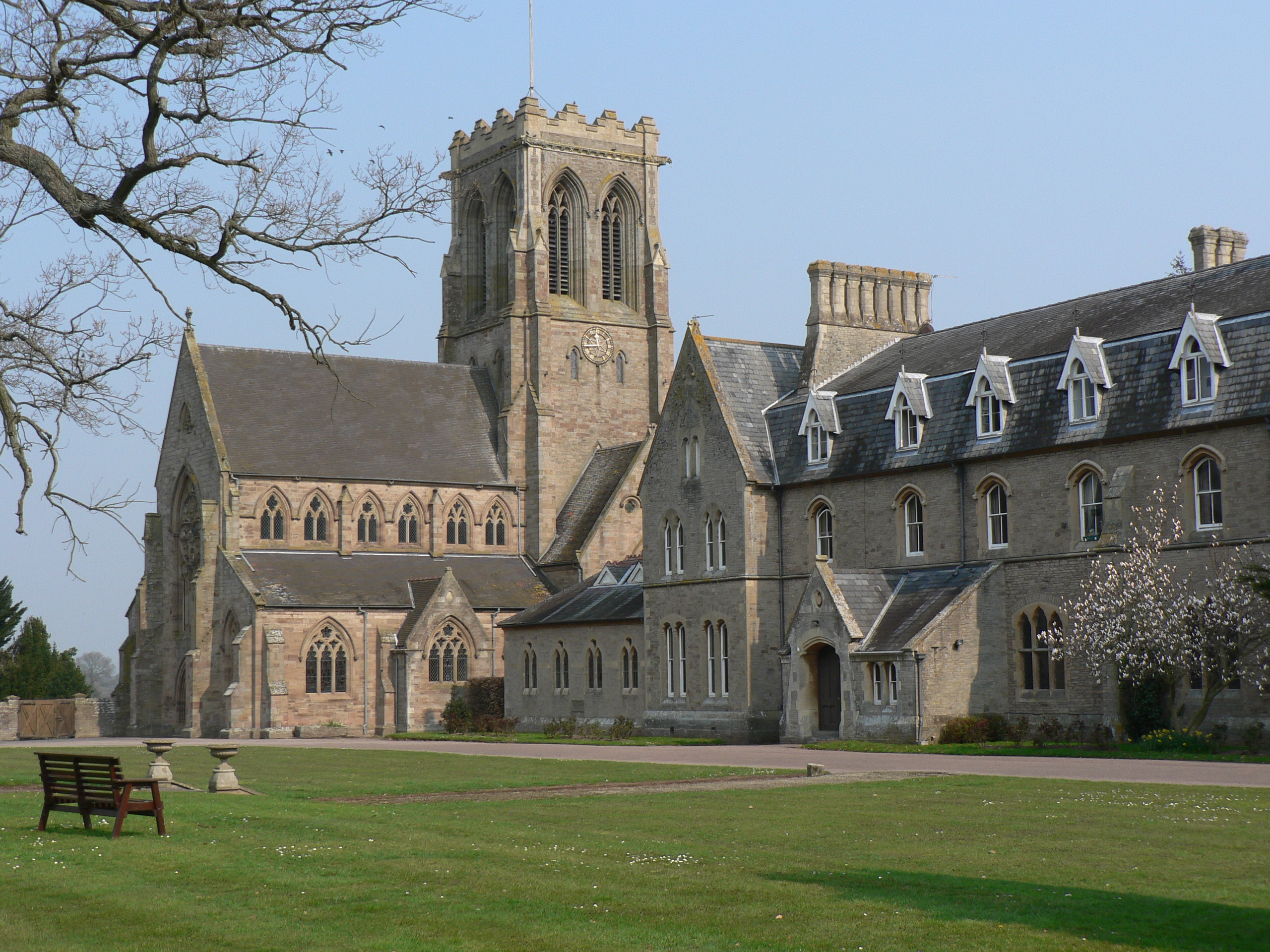
Abadía de Belmont

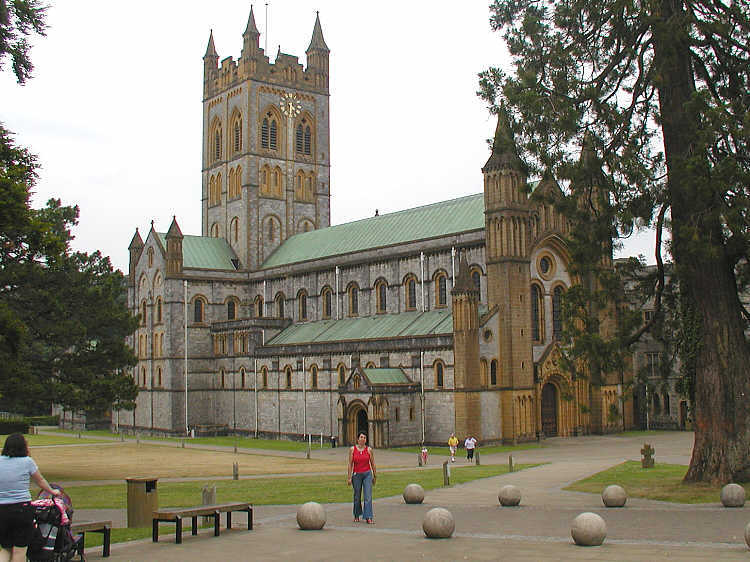
Abadía de Buckfast

Bajo el reinado de Isabel I, con la imposición definitiva del protestantismo en Inglaterra, se crearon fuera del país seminarios para los católicos ingleses perseguidos: en 1568 en Douai, en 1576 en Roma y en 1589 en Valladolid.
Numerosos seminaristas decidieron unirse a los benedictinos, tanto porque se sintieron atraídos por la espiritualidad monástica como por el papel desempeñado por los monjes en la propagación del cristianismo en Inglaterra en la época de San Gregorio Magno. El primero fue Roberto Gregorio Sayer, quien en 1588 se unió a los monjes de Montecassino, seguido de numerosos compañeros que ingresaron en los monasterios de la congregación casinesa en Italia y la congregación de Valladolid en España.
Los benedictinos ingleses, a pesar del carácter enclaustrado de la orden, no abandonaron la idea de realizar su apostolado en casa. En 1602 el Papa Clemente VIII facultó a los monjes benedictinos para realizar labores misioneras en Inglaterra. También se crearon algunos prioratos en las regiones próximas a las costas inglesas, donde podían reunirse los benedictinos ingleses de las congregaciones casinesa y de Valladolid: en 1606 se fundó el priorato de San Gregorio a Douai, en 1608 San Lorenzo en Dieulouard y en 1615 San Edmundo en París.
Estos monasterios en 1617 se unieron entre sí pero sin romper el vínculo jurídico con la congregación de Valladolid. En 1633, con la Bula Plantata, obtuvieron la completa independencia y pasaron a constituir la congregación de Inglaterra.
Mientras tanto, en 1607, el anciano padre Sigberto Buckley, un antiguo monje de la Abadía de Westminster (el último monasterio benedictino inglés, restaurado bajo el reinado de María I Tudor), agregó a su comunidad a dos novicios con derecho a sucederle. Gracias a esta iniciativa jurídica (aprobada por el Papa Pablo V en 1619) los benedictinos ingleses de la observancia casinesa consiguieron ser reconocidos como legítimos sucesores no solo de la Abadía de Westminster, sino de todas las comunidades benedictinas existentes en Inglaterra antes de la Reforma.
Una vez finalizada su formación en el monasterio, los nuevos monjes benedictinos ingleses se comprometían, con un voto extraordinario misionero, a ir a su tierra natal para apoyar en la clandestinidad a los perseguidos católicos de Inglaterra: al menos nueve de ellos sufrieron el martirio y tres fueron beatificados en 1970.

### Regreso a la patria
Durante la revolución, cuando Francia declaró la guerra a Inglaterra, los benedictinos fueron acogidos como exiliados en su tierra natal y trasladaron sus comunidades de Douai a Downside, de Dieulouard a Ampleforth y de París a Reading.
Los benedictinos continuaron dedicándose al apostolado misionero incluso después de la emancipación de los católicos en 1829. En la década de 1840 proporcionaron asistencia a los numerosos inmigrantes irlandeses. Por iniciativa del abad Leandro Ramsay de Downside, convertido del anglicanismo, los monasterios de la congregación comenzaron a colaborar con las Escuelas Públicas y la enseñanza se convirtió en la principal actividad de los monjes.

## Organización
La congregación benedictina de Inglaterra se organizó según un sistema muy centralizado, según el modelo de las congregaciones de Valladolid y Montecassino; el voto misionero de los benedictinos ingleses reforzaba la tendencia centralizadora de sus monasterios, convertidos casi exclusivamente en seminarios donde los monjes se formaban antes de ser enviados a ejercer la labor misionera.
El poder supremo recaía en el capítulo general, que se reunía cada cuatro años, y elegía un presidente con un mandato de cuatro años: los miembros del capítulo eran treinta, en su mayoría misioneros veteranos y, en menor medida, representantes de los monasterios.
Cada monasterios se constituyó en prioratos. Los priores locales eran elegidos por una comisión nombrada por el capítulo general de la congregación: Los miembros de la comisión eran elegidos entre los candidatos propuestos por las comunidades locales.
Este sistema organizativo limitaba casi por completo la autonomía de los monasterios deseada por San Benito. Hacia finales del siglo XIX ya no se discriminaba a los católicos en Inglaterra, el clero secular se desarrolló y pudo dirigir las parroquias. El objetivo misionero ya no era imperativo: entre los benedictinos ingleses surgió un movimiento a favor de la reforma del sistema organizativo, a favor de una línea más claramente monástica.
En 1900, los benedictinos ingleses adoptaron nuevas constituciones: las comunidades locales fueron elevadas a la dignidad de abadías y se fortaleció su posición frente a la congregación; los delegados de las abadías tendrían una voz decisiva en el capítulo general, que se celebraría siempre cada cuatro años; el presidente fue elegido entre los abades en funciones y permanecería en el cargo durante cuatro años. Los abades de la congregación de Inglaterra pueden permanecer en el cargo hasta ocho años (no de por vida, como los demás benedictinos). Cuando dejan el cargo, se les concede el título de una badía extinta.

## Difusión
Además de en el Reino Unido, los monasterios de la Congregación de Inglaterra están presentes en Perú, Estados Unidos de América y Zimbabue.
La sede, de hecho, es el monasterio gobernado por el abad que preside, pro tempore, la congregación (en 2010 el abad de Downside, en Stratton-on-the-Fosse).
A finales de 2008, la congregación contaba con 12 monasterios y 311 religiosos, de los cuales 257 eran sacerdotes.